# Bruna Marquezineová
Bruna Marquezine, vlastním jménem Bruna Reis Maia (* 4. srpna 1995 Duque de Caxias), je brazilská herečka a modelka.
Od roku 2000 byla úspěšnou dětskou herečkou. Účinkovala v reklamách, zábavném televizním pořadu Gente Inocente, v telenovelách jako Mulheres Apaixonadas, América a Cobras & Lagartos i ve filmech pro mládež, které produkovala Xuxa. Od roku 2012 se začala objevovat v hlavních dospělých rolích, např. v seriálech Salve Jorge, Nada Será Como Antes a Em Família. Vystoupila také v televizní taneční soutěži Dança dos Famosos a ve videoklipu k písni Tiaga Iorce „Amei Te Ver“. Jako modelka se zapojila do kampaně pro značku prádla Intimissimi, na milánském týdnu módy propagovala firmu Dolce & Gabbana. 
Ve snaze zbavit se pověsti telenovelové herečky ukončila spolupráci s televizí Rede Globo a uzavřela smlouvu s americkou společností United Talent Agency. V roce 2015 se představila v britsko-americkém filmu Johna Swetnama Breaking Through. Byla mezi největšími kandidátkami hlavní ženské role ve filmu Flash, v roce 2023 získala roli Jenny ve filmu Blue Beetle.
Za své herectví získala ceny Troféu Imprensa, Prêmio Jovem Brasileiro a MTV MIAW Awards. Gentlemen's Quarterly ji v roce 2018 ocenil jako osobnost, která svým příkladem pozitivně ovlivňuje veřejnost. Časopis Vogue ji zařadil mezi čtrnáct velkých talentů světového filmu. Na Instagramu má více než 44 milionů sledujících.
Žije v Barra da Tijuca. Její mladší sestrou je herečka Luana Majmudar. Pseudonym Marquezine vychází z příjmení Marchesini, které nosila její italská babička. V letech 2013 až 2018 byl Bruniným přítelem fotbalista Neymar. Angažuje se v dobročinných aktivitách na pomoc uprchlíkům ze Sýrie a osobám trpícím poruchami příjmu potravy, veřejně promluvila o psychických potížích, které jí způsoboval veřejný tlak na fyzickou dokonalost.